# Geodia berryi
Geodia berryi är en svampdjursart som först beskrevs av William Johnson Sollas 1888.  Geodia berryi ingår i släktet Geodia och familjen Geodiidae. Inga underarter finns listade i Catalogue of Life.